# 平塔多峰
10°20′18″N 72°54′15″W / 10.33833°N 72.90417°W
平塔多峰（西班牙語：Cerro Pintado），是南美洲的山峰，位於哥倫比亞和委內瑞拉接壤的邊境，由塞薩爾省和蘇利亞州負責管轄，屬於佩里哈山脈的一部分，海拔高度3,660米。